# Lista de episódios de Ned's Declassified School Survival Guide
Esta é uma lista de episódios de Ned's Declassified School Survival Guide em ordem cronológica. A série foi ao ar originalmente de 12 de setembro de 2004 até 8 de junho de 2007 na Nickelodeon.

## Resumo de Temporadas
| Temporada | Temporada | Episódios | Exibição Original      | Exibição Original       | Exibição no Brasil     | Exibição no Brasil     |
| Temporada | Temporada | Episódios | Estreia de temporada   | Final de temporada      | Estreia de temporada   | Final de temporada     |
| --------- | --------- | --------- | ---------------------- | ----------------------- | ---------------------- | ---------------------- |
|           | 1         | 13        | 12 de setembro de 2004 | 19 de fevereiro de 2005 | 16 de janeiro de 2006  | 1 de fevereiro de 2006 |
|           | 2         | 20        | 1 de outubro de 2005   | 3 de junho de 2006      | 7 de agosto de 2006    | 9 de fevereiro de 2007 |
|           | 3         | 22        | 25 de setembro de 2006 | 8 de junho de 2007      | 10 de setembro de 2007 | 7 de março de 2008     |

## Elenco Principal
| Nome              | Personagem                  |
| ----------------- | --------------------------- |
| Devon Werkheiser  | Ned Bigby                   |
| Lindsey Shaw      | Jennifer Ann Mosely (Moze)  |
| Daniel Curtis Lee | Simon Nelson-Cook (Coockie) |
| Daran Norris      | Gordy                       |

## 1ª Temporada: 2004-2005
| N.º na temp. | Título                                                            | Lançamento                                     |
| ------------ | ----------------------------------------------------------------- | ---------------------------------------------- |
| 1            | "O Primeiro Dia/Armários" "The First Day/Lockers"                 | 12 de Setembro de 2004 16 de Janeiro de 2006   |
| 2            | "Banheiros/Parceiros de Trabalho" "Bathrooms/Project Partners"    | 19 de Setembro de 2004 17 de Janeiro de 2006   |
| 3            | "Detenção/Professores" "Detentions/Teachers"                      | 26 de Setembro de 2004 18 de Janeiro de 2006   |
| 4            | "Lugares/Provas Esportivas" "Seating/Tryouts"                     | 3 de Outubro de 2004 19 de Janeiro de 2006     |
| 5            | "Apenas Tweed" "Crushes/Dances"                                   | 10 de Outubro de 2004 20 de Janeiro de 2006    |
| 6            | "Dias de Doença/Torneios de Soletração" "Sick Days/Spelling Bees" | 17 de Outubro de 2004 23 de Janeiro de 2006    |
| 7            | "Boatos/Dia de Fotografia" "Rumors/Photo Day"                     | 7 de Novembro de 2004 24 de Janeiro de 2006    |
| 8            | "Show de Talentos/Eleições" "Talent Show/Elections"               | 28 de Novembro de 2004 25 de Janeiro de 2006   |
| 9            | "Sala de Computação/Mochilas" "Computer Lab/Backpacks"            | 2 de Janeiro de 2005 26 de Janeiro de 2006     |
| 10           | "Bilhetes/Melhores Amigos" "Notes/Best Friends"                   | 9 de Janeiro de 2005 27 de Janeiro de 2006     |
| 11           | "Sonhando Acordado/Ginástica" "Day Dreaming/Gym"                  | 5 de Fevereiro de 2005 30 de Janeiro de 2006   |
| 12           | "Coladores/Valentões" "Cheaters/Bullies"                          | 12 de Fevereiro de 2005 31 de Janeiro de 2006  |
| 13           | "Exercícios de Emergência/Condução" "Emergency Drills/Late Bus"   | 19 de Fevereiro de 2005 1 de Fevereiro de 2006 |

## 2ª Temporada: 2005-2006
| Nº      | Título Original                        | Título do Episódio                  | Data de Estreia                                |
| ------- | -------------------------------------- | ----------------------------------- | ---------------------------------------------- |
| 14 (01) | The New Semester/Electives             | O Novo Semestre/Eletivas            | 1 de Outubro de 2005 7 de Agosto de 2006       |
| 15 (02) | Pep Rallies/Lunch                      | Torcida Organizada/Almoço           | 8 de Outubro de 2005 8 de Agosto de 2006       |
| 16 (03) | School Clubs/Video Projects            | Clubes Escolares/Trabalhos em Video | 15 de Outubro de 2005 9 de Agosto de 2006      |
| 17 (04) | Notebooks/Math                         | Cadernos/Matemática                 | 22 de Outubro de 2005 10 de Agosto de 2006     |
| 18 (05) | Vice Principals/Mondays                | Vice-Diretores/Segundas-Feiras      | 5 de Novembro de 2005 11 de Agosto de 2006     |
| 19 (06) | Your Body/Procrastination              | Seu Corpo/Protelação                | 12 de Novembro de 2005 2 de Outubro de 2006    |
| 20 (07) | Gross Biology Dissection/Upperclassmen | Dissecação de Biologia/Graduandos   | 19 de Novembro de 2005 3 de Outubro de 2006    |
| 21 (08) | Dares/Bad Habits                       | Desafios/Maus Hábitos               | 14 de Janeiro de 2006 4 de Outubro de 2006     |
| 22 (09) | Substitute Teachers/The New Kid        | Professores Substitutos/O Novato    | 21 de Janeiro de 2006 5 de Outubro de 2006     |
| 23 (10) | Valentine's Day/School Websites        | Dia dos Namorados/ Site da Escola   | 11 de Fevereiro de 2006 6 de Outubro de 2006   |
| 24 (11) | Shyness/Nicknames                      | Timidez/Apelidos                    | 25 de Fevereiro de 2006 11 de Dezembro de 2006 |
| 25 (12) | Asking Someone Out/Recycling           | Marcando um Encontro/Reciclagem     | 4 de Março de 2006 12 de Dezembro de 2006      |
| 26 (13) | April Fool's Day/Excuses               | Primeiro de Abril/Desculpas         | 25 de Março de 2006 13 de Dezembro de 2006     |
| 27 (14) | Secrets/School Car Wash                | Segredos/Lava-Jato Escolar          | 8 de Abril de 2006 14 de Dezembro de 2006      |
| 28 (15) | Spirit Week/Clothes                    | Semana da Integração/Roupas         | 15 de Abril de 2006 15 de Dezembro de 2006     |
| 29 (16) | Yearbook/Career Week                   | Anuário Escolar/Semana da Carreira  | 29 de Abril de 2006 5 de Fevereiro de 2007     |
| 30 (17) | Music Class/Class Clown                | Aula de Música/O Palhaço da Turma   | 6 de Maio de 2006 6 de Fevereiro de 2007       |
| 31 (18) | Failing/Tutors                         | Reprovação/Tutores                  | 13 de Maio de 2006 7 de Fevereiro de 2007      |
| 32 (19) | Science Fair/Study Hall                | Feira de Ciências/Sala de Estudos   | 20 de Maio de 2006 8 de Fevereiro de 2007      |
| 33 (20) | Double Dating/The Last Day             | Saindo em Dupla/O Último Dia        | 3 de Junho de 2006 9 de Fevereiro de 2007      |

## 3ª Temporada: 2006-2007
| Nº      | Título Original | Título do Episódio                                                                                     | Data de Estreia                                |
| ------- | --- | --- | ---------------------------------------------- |
| 34 (01) | A New Grade/Dodgeball                                                                                                | Uma Nova Serie/Queimado                                                                                | 24 de Setembro de 2006 10 de Setembro de 2007  |
| 35 (02) | Reading/Principals                                                                                                   | Leitura/Diretores                                                                                      | 1º de outubro de 2006 11 de Setembro de 2007   |
| 36 (03) | Popularity/Stressin' Out                                                                                             | Popularidade/Estressando                                                                               | 15 de Outubro de 2006 12 de Setembro de 2007   |
| 37 (04) | Dismissal/The School Play                                                                                            | Hora da Saída/A Peça da Escola                                                                         | 22 de Outubro de 2006 13 de Setembro de 2007   |
| 38 (05) | Halloween/Vampires, Ghosts, Werewolves & Zombies                                                                     | Dia das Bruxas/Vampiros, Fantasmas, Lobisomens e Zumbis                                                | 29 de Outubro de 2006 31 de Outubro de 2007    |
| 39 (06) | Art Class/Lost and Found                                                                                             | Aula de Artes/Achados e Perdidos                                                                       | 5 de Novembro de 2006 14 de Setembro de 2007   |
| 40 (07) | Social Studies/Embarrassment                                                                                         | Estudos Sociais/Pagando Mico                                                                           | 12 de Novembro de 2006 12 de Novembro de 2007  |
| 41 (08) | The Bus/Bad Hair Days                                                                                                | O Ônibus/Cabelos Revoltados                                                                            | 26 de Novembro de 2006 13 de Novembro de 2007  |
| 42 (09) | Revenge/School Records                                                                                               | Vingança/Recordes Escolares                                                                            | 15 de Janeiro de 2007 14 de Novembro de 2007   |
| 43 (10) | The Library/Volunteering                                                                                             | A Biblioteca/Voluntariado                                                                              | 27 de Janeiro de 2007 15 de Novembro de 2007   |
| 44 (11) | Hallways/Friends Moving                                                                                              | Corredores/Amigos Que Se Mudam                                                                         | 3 de Fevereiro de 2007 16 de Novembro de 2007  |
| 45 (12) | Boys/Girls | Garotos/Garotas                                                                                        | 10 de Fevereiro de 2007 4 de Fevereiro de 2008 |
| 46 (13) | Cellphones/Woodshop                                                                                                  | Celulares/Marcenaria                                                                                   | 17 de Fevereiro de 2007 5 de Fevereiro de 2008 |
| 47 (14) | Getting Organized/Extra Credit                                                                                       | Organizando-se/Crédito Extra                                                                           | 24 de Fevereiro de 2007 6 de Fevereiro de 2008 |
| 48 (15) | Fundraising/Competition                                                                                              | Arrecadação de Fundos/Competição                                                                       | 10 de Março de 2007 7 de Fevereiro de 2008     |
| 49 (16) | Positives & Negatives/Making New Friends                                                                             | Fazendo Novas Amizades/Positivo e Negativo                                                             | 24 de Março de 2007 8 de Fevereiro de 2008     |
| 50 (17) | Money/Parties | Dinheiro/Festas                                                                                        | 7 de Abril de 2007 3 de Março de 2008          |
| 51 (18) | Spring Fever/School Newspaper                                                                                        | Febre da Primavera/Jornal da Escola                                                                    | 5 de Maio de 2007 4 de Março de 2008           |
| 52 (19) | Health/Jealousy | Saúde/Ciúme                                                                                            | 12 de Maio de 2007 5 de Março de 2008          |
| 53 (20) | Tests/When You Like Someone Who Is Going Out With Someone Else                                                       | Testes/Quando Você Gosta de Alguém Que Está Saindo com Outra Pessoa                                    | 2 de Junho de 2007 6 de Março de 2008          |
| 54 (21) | Field Trips, Permission Slips, Signs, and Weasels: Part 1/ Field Trips, Permission Slips, Signs, and Weasels: Part 2 | Excursões, Autorizações, Sinais e Fuinhas: Parte 1/ Excursões, Autorizações, Sinais e Fuinhas: Parte 2 | 9 de Junho de 2007 7 de Março de 2008          |